# Isonychus egregius
Isonychus egregius är en skalbaggsart som beskrevs av Frey 1965. Isonychus egregius ingår i släktet Isonychus och familjen Melolonthidae. Inga underarter finns listade i Catalogue of Life.